# Bodewryd
Bodewryd es un pueblo de Anglesey, Gales.